# Distretto di Ron Phibun
Il distretto di Ron Phibun (in thailandese: ร่อนพิบูลย์) è un distretto (amphoe) della Thailandia, situato nella provincia di Nakhon Si Thammarat.
| Controllo di autorità | VIAF (EN) 130331190 · LCCN (EN) n93001730 · J9U (EN, HE) 987007535307605171 |